# A Girl Walks Home Alone at Night
A Girl Walks Home Alone at Night è un film del 2014 scritto e diretto da Ana Lily Amirpour.

## Trama
Il protagonista del film è il giovane iraniano Arash che vive con il padre eroinomane Hossein. I due, a causa dei debiti di quest'ultimo, sono perseguitati dal magnaccia e trafficante di droga Saeed, che si impadronisce della costosa auto di Arash per avere i soldi che gli spettano. Il giovane decide quindi di rubare un paio di orecchini di diamanti dall'abitazione di Shaydah, la ricca donna per cui lavora.
Una notte Saeed incontra una strana ragazza che indossa un chador nero. La giovane lo seduce fissandolo senza proferir parola, e lui la invita nel suo appartamento. Una volta lì, Saeed scopre a sue spese che la ragazza è una vampira; prima gli strappa a morsi un dito e poi lo morde, uccidendolo. Mentre esce dall'abitazione, la ragazza si imbatte in Arash, che sta portando gli orecchini rubati a Saeed. Il ragazzo trova il cadavere dell'uomo e decide di riprendersi le chiavi della sua macchina, insieme ad una valigia contenente droga e contanti. Il suo obiettivo è vendere tali sostanze, permettendogli di lasciare l'impiego presso Shaydah. Più tardi, travestito da Dracula, Arash partecipa a una festa in maschera in un night club e viene sedotto dalla stessa Shaydah, che lo convince a prendere una delle pasticche di ecstasy che sta vendendo. Lui cede per attirare l'attenzione della ricca padrona della casa dove aveva lavorato fino a poco prima come giardiniere, comincia un trip meravigliosamente raccontato durante il quale lui la guarda ballare. Prova a baciarla, ma lei lo rifiuta con sufficienza. Lui si allontana e si ritrova in una parte di Bad City che non gli è familiare. Si è perso.
La ragazza con il chador, che non ha nome, trascorre le sue giornate ascoltando musica e camminando per la città di Bad City, cibandosi del sangue di tutti coloro che se lo meritano. Il suo atteggiamento cambia quando si trova davanti lo spaesato Arash, poiché quest'ultimo si dimostra amorevole, puro e vulnerabile. La ragazza lo invita a casa sua, dove ascoltano musica, e si avvicinano irrimediabilmente. La notte seguente i due si incontrano di nuovo e la giovane mette in guardia Arash, dicendogli di aver fatto cose terribili. Il ragazzo tuttavia non si mostra turbato dalla sua confessione: infatti le regala gli orecchini di diamanti e, su richiesta di lei, le buca le orecchie con una spilla da balia.
La giovane comincia poi a seguire Atti, una prostituta alle dipendenze di Saeed. Le due si recano nell'appartamento della prostituta, dove la ragazza le consegna il denaro che Saeed le doveva, e iniziano a parlare; durante la conversazione, la giovane si rende conto che Atti non sa più che cosa significhi desiderare qualcosa. Alla fine, le due si lasciano.
Nel frattempo Hossein, in preda a una crisi di astinenza, si convince che il gatto di Arash sia la moglie defunta. Alla fine il giovane, furioso, caccia di casa il padre insieme all'animale. Hossein si reca da Atti. Le chiede di ballare per lui, lei obbedisce, le inietta contro la sua volontà una siringa di eroina, di cui una parte finirà nelle sue vene e poi si addormenta abbracciandola. I due vengono interrotti dall'arrivo della ragazza senza nome, che uccide Hossein. Insieme ad Atti, portano il cadavere fuori casa e lo abbandonano per strada, viste da un bambino, personaggio che è gli occhi dello spettatore.
Il mattino seguente, Arash scopre il cadavere del padre e, angosciato, si reca all'appartamento della giovane, pregandola di scappare con lui. La ragazza accetta ma, mentre sta preparando le sue cose, compare il gatto di Arash; quest'ultimo a quel punto capisce che la giovane è coinvolta nella morte di suo padre. I due lasciano la città ma improvvisamente Arash scende dall'auto, indeciso sul da farsi. Alla fine, il ragazzo risale in macchina, prende una cassetta, la inserisce e fa partire una canzone per cui i due si guardano e si sorridono. Mettono in moto e partono.

## Colonna sonora

### Tracce
1. Charkhesh e Pooch – 2:23 (Kiosk)
2. Gelaye – 3:43 (Radio Tehran)
3. Sarcophagus – 8:34 (Federale)
4. Dancing girls – 5:35 (Farah)
5. Bashy – 5:14 (Free Electric Band)
6. Black Sunday – 3:58 (Federale)
7. Hishe Ayn Ore (Remember That Day?) – 2:52 (Bei Ru)
8. Bread Thief – 3:00 (Bei Ru)
9. Death – 5:00 (White Lies)
10. Sisyphus – 4:14 (Federale)
11. Khabnama – 6:33 (Radio Tehran)
12. Thirsty's Return – 3:26 (Federale)
13. Cheshme Man – 4:54 (Dariush)
14. Tatilat – 5:40 (Radio Tehran)
15. Yarom Bia – 4:31 (Kiosk)
16. The Veil – 3:52 (Bei Ru)
17. Tribe – 4:25 (Federale)